# Metropolita Andrzej (film)
Metropolita Andrzej – ukraiński film biograficzny, wyreżyserowany przez Ołesia Janczuka w 2008 roku.

## Fabuła
Film opowiada o życiu metropolity lwowskiego obrządku greckokatolickiego, Andrzeja Szeptyckiego.

## Plenery
Film kręcono m.in. we Lwowie, Czernihowie, Wiedniu, Watykanie i Białej Cerkwi.